# Ксилопия
Ксило́пия, или Брази́льник, или Ло́жный пе́рец, или Псевдопе́рец (лат. Xylópia) — род растений семейства Анноновые (Annonaceae). Представители этого рода распространены в тропиках практически повсеместно (тропические районы Южной Америки, Африки, Азии, острова Океании). Древесина многих видов горькая на вкус, что и послужило основой для первоначального названия рода лат. Xylopicrum (от др.-греч. ξύλον — древесина и πικρός — горький).

## Внешний вид и особенности произрастания
Ксилопии — деревья или кустарники. Растут они в основном во влажных лесах, болотах, затопляемых низинах, однако некоторые виды можно встретить и, например, в открытых саваннах в тропической Америке (Ксилопия ароматная). Корни у многие видов ходульные или досковидные. У некоторых видов (Ксилопия Штауда) в зависимости от степени дренирования почвы, на которой растёт данный экземпляр, могут развиваться особые воздушные корни.

## Применение

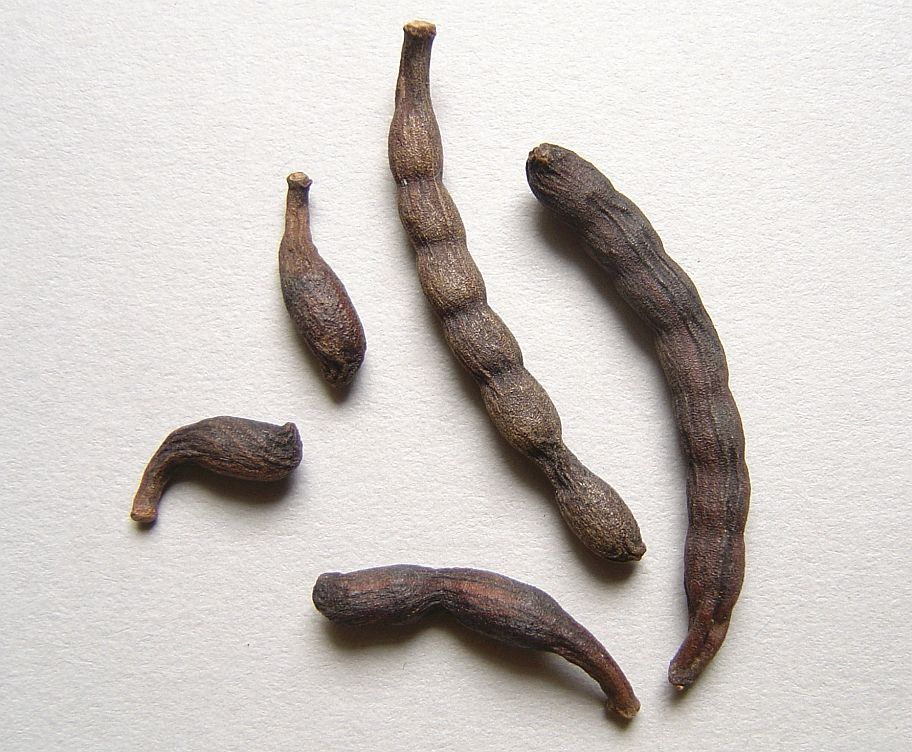
Плоды ксилопии эфиопской

Семена некоторых африканских и американских видов этого рода (например, Ксилопия эфиопская, Ксилопия ароматная) издавна использовались в качестве пряностей в Западной и Центральной Африке, в Южной Америке, в Европе. С этой целью растения даже целенаправленно культивировались. Однако после того, как стал известен и широко доступен чёрный перец, ксилопии утратили значительную долю популярности в качестве пряностей, хотя в какой-то мере используются и выращиваются по сей день — в основном в Африке, но также в Испании, в Южной Америке, на Антильских островах.
Используемые как пряности семена псевдоперцев имеют жгучий вкус, схожий со вкусом чёрного перца, однако обладают специфическими запахами. Применяются они в основном мясных, овощных, яичных блюдах западноафриканской, арабской и афроамериканской кухонь.
Ксилопия эфиопская также применяется в народной медицине

## Виды
Род содержит около 65 видов. Некоторые из них:
- Xylopia aethiopica  (Dunal) A.Rich. —  Ксилопия эфиопская , или  Сенегальский перец , или  Мавританский перец , или Кумба
- Xylopia africana  (Benth.) Oliv. —  Ксилопия африканская
- Xylopia amplexicaulis  (Lam.) Baillon
- Xylopia aromatica  (Lam.) Mart. —  Ксилопия ароматная , или  Негритянский перец , или  Гвинейский перец [syn.   Xylopia longifolia A.DC.]
- Xylopia brasiliensis  Spreng. —  Ксилопия бразильская
- Xylopia ekmanii  R.E.Fr.
- Xylopia elliotii  Pierre ex Engl. & Diels
- Xylopia flexuosa Diels
- Xylopia frutescens  Aubl.
- Xylopia ferruginea  (Hook.f. & Thomson) Hook. f. & Thomson —  Ксилопия ржавая
- Xylopia grandiflora  (Lam.) Ghesq. ex Cavaco & Keraudren [syn.   Xylopia lamarckii  Baillon]
- Xylopia latipetala  Verdc.
- Xylopia magna  Maingay ex Hook.f.
- Xylopia pittieri  Diels
- Xylopia richardii  Boivin ex Baillon
- Xylopia rubescens  Oliv. —  Ксилопия красноватая
- Xylopia sericea  A.St.-Hil.
- Xylopia staudtii  Engl. & Diels —  Ксилопия Штауда
- Xylopia talbotii  Exell